# Mesoprionus zarudnii
Mesoprionus zarudnii är en skalbaggsart som beskrevs av Semenov 1933. Mesoprionus zarudnii ingår i släktet Mesoprionus och familjen långhorningar. Inga underarter finns listade i Catalogue of Life.